# Pngcrush

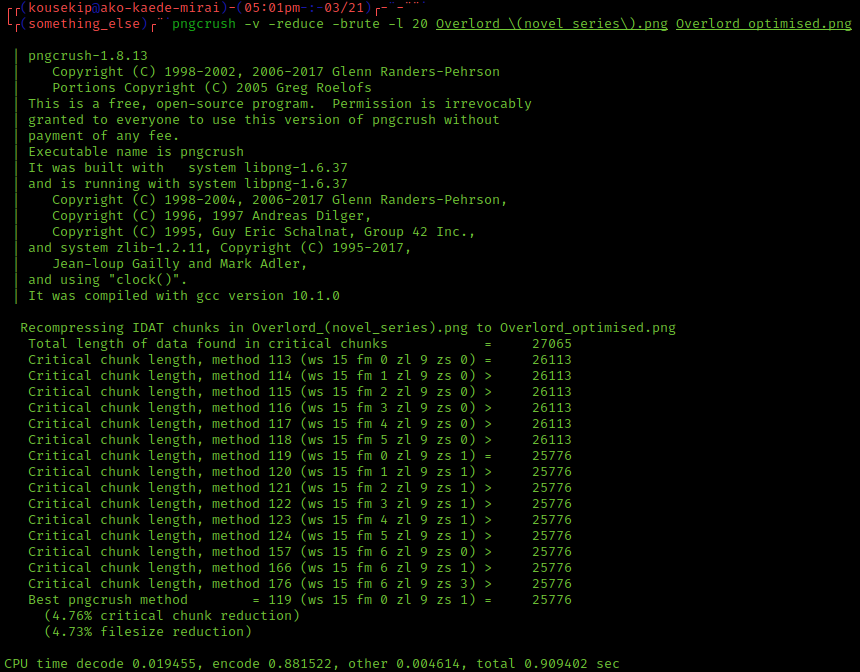
Screenshot

Pngcrush ist ein freies Kommandozeilenwerkzeug, um die Komprimierung  von PNG-Bilddateien zu optimieren, wodurch die Dateigröße in den meisten Fällen verkleinert wird. Die erneute Kompression erfolgt ohne Qualitätsverluste.
Pngcrush komprimiert lediglich die Bilddaten neu und behält das Farbformat bei. Bei vielen Bildern ist es zusätzlich möglich, verlustfrei ein kompakteres Farbformat zu wählen (etwa 4-Bit-Graustufen anstelle einer Farbtabelle mit 16 Grautönen). Dafür wurde das Programm pngrewrite geschaffen, das vor pngcrush ausgeführt werden sollte.
Das Werkzeug wird von Glenn Randers-Pehrson entwickelt und ist unter anderem für Linux, macOS und Windows verfügbar. Die derzeit aktuelle Quelltext-Version 1.8.13 erschien am 29. August 2017.
Es gibt noch weitere Programme zur Neukomprimierung von PNG-Dateien mit meist geringfügig kompakteren Ergebnissen, etwa OptiPNG oder PNGOUT.